# Étang d'Arauech
L'étang d'Arauech est un étang situé dans les Pyrénées françaises à 1971 mètres d'altitude dans le Couserans en Ariège sur la commune de Bethmale.

## Géographie
Il est situé dans la vallée du Muscadet entre l'étang de Cruzous et en contrebas l'étang de Milouga avant de rejoindre le Riberot, affluent en rive droite du Ribérot. L'étang d'Arauech est dans le massif du Mont-Valier en Castillonnais et dans le périmètre de la réserve domaniale du mont Valier.